# Jakub Romaszkan
Jakub Romaszkan (18. července 1843 – 14. června 1922 Vídeň) byl rakouský šlechtic a politik z Haliče, v 2. polovině 19. století poslanec Říšské rady.

## Biografie
Pocházel z haličské šlechtické rodiny arménského původu. V roce 1857 byl povýšen na svobodného pána (barona). Zabýval se otázkami zemědělského rozvoje. V roce 1873 mu byl udělen Řád železné koruny. Roku 1895 pak získal Řád Františka Josefa.
Působil jako poslanec Říšské rady (celostátního parlamentu Předlitavska), kde usedl v doplňovacích volbách roku 1884 za kurii velkostatkářskou v Haliči. Slib složil 4. prosince 1884. Mandát obhájil ve volbách roku 1885. Ve volebním období 1879–1885 se uvádí jako baron Jakob von Romaszkan, statkář, bytem Horodenka. Patřil mezi polské národní poslance. Reprezentoval parlamentní Polský klub.
V roce 1883 mu byla udělena koncese pro přípravné práce na výstavbu lokální železniční dráhy Horedenka–Horišne Zalučja a roku 1884 na dráhu Horodenka–Sňatyn. Do roku 1890 byl starostou města Horodenka. V dubnu toho roku ovšem haličský zemský výbor doporučil rozpustit tamní obecní zastupitelstvo kvůli závadám v obecních financích.
Ještě v roce 1915 se uvádí jistý baron Jakob Romaszkan, tehdy jako pětasedmdesátiletý muž. Podle jiných zdrojů se narodil roku 1843 a zemřel roku 1922. Jeho manželkou byla Helena v. Petrowicz (1850–1938).